# Liste der Biografien/Kry
Liste der Biografien |
Portal Biografien |
Personensuche
# |
A |
B |
C |
D |
E |
F |
G |
H |
I |
J |
K |
L |
M |
N |
O |
P |
Q |
R |
S |
T |
U |
V |
W |
X |
Y |
Z |
?
 
Ka |
Kb |
Kc |
Kd |
Ke |
Kf |
Kg |
Kh |
Ki |
Kj |
Kl |
Km |
Kn |
Ko |
Kp |
Kr |
Ks |
Kt |
Ku |
Kv |
Kw |
Ky |
Kx |
Kz
 
Kra |
Krb |
Krc |
Kre |
Krg |
Krh |
Kri |
Krj |
Krk |
Krl |
Krm |
Krn |
Kro |
Krp |
Krs |
Krt |
Kru |
Kry |
Krz
Die Liste der Biografien führt alle Personen auf, die in der deutschsprachigen Wikipedia einen Artikel haben. Dieses ist eine Teilliste mit 118 Einträgen von Personen, deren Namen mit den Buchstaben „Kry“ beginnt.

## Kry

### Kryb
- Krybus, Horst (* 1960), deutscher Politiker (CDU), ehemaliger Bürgermeister von Lohmar

### Kryc
- Krychowiak, Grzegorz (* 1990), polnischer FußballspielerGrzegorz Krychowiak (* 1990)

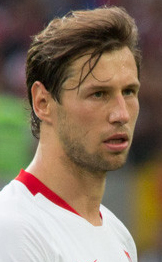
Grzegorz Krychowiak (* 1990)

- Kryczka, Kelly (* 1961), kanadische Synchronschwimmerin

### Kryd
- Kryder (* 1982), englischer House-DJ und Musikproduzent

### Krye
- Kryemadhi, Monika (* 1974), albanische Politikerin
- Kryenbühl, Urs (* 1994), Schweizer Skirennläufer
- Kryeziu, Astrit (* 1991), kosovarischer Leichtathlet
- Kryeziu, Dalip (* 1964), österreichischer Künstler
- Kryeziu, Drilon (* 1999), slowenischer Fußballspieler
- Kryeziu, Egzon (* 2000), slowenischer Fußballspieler
- Kryeziu, Hekuran (* 1993), kosovarisch-schweizerischer Fußballspieler
- Kryeziu, Kiana (* 2004), kosovarische Skirennläuferin
- Kryeziu, Mirlind (* 1997), kosovarisch-schweizerischer Fussballspieler
- Kryeziu, Vijona (* 1997), kosovarische Sprinterin

### Kryg
- Krygell, Johann Adam (1835–1915), dänischer Komponist und Organist
- Kryger, Oksana (* 1982), ukrainisch-dänische Schachspielerin
- Kryger, Waldemar (* 1968), polnischer Fußballspieler
- Krygier, Axel (* 1969), argentinischer Multi-Instrumentalist, Bandleader und Komponist
- Krygier, Todd (* 1965), US-amerikanischer Eishockeyspieler und -trainer
- Krygier, Włodzimierz (1900–1975), polnischer Eishockey- und Fußballspieler

### Kryh
- Kryha, Alexander von (1891–1955), russisch-deutscher Kryptologe, Erfinder und Geschäftsmann

### Kryk
- Kryk, Petro (* 1945), polnischer Geistlicher, emeritierter Apostolischer Exarch
- Kryklij, Wladyslaw (* 1986), ukrainischer Minister für Infrastruktur
- Kryklywyj, Slawik (* 1976), professioneller Gesellschaftstänzer
- Krykun, Oleksandr (* 1968), ukrainischer Hammerwerfer

### Kryl
- Kryl, Karel (1944–1994), tschechischer Liedermacher und Dichter
- Krylatkowa, Jekaterina Andrejewna (* 1983), russische Biathletin
- Krylatow, Jewgeni Pawlowitsch (1934–2019), russischer Komponist
- Krylatych, Elmira Nikolajewna (* 1933), sowjetisch-russische Agrarökonomin und Hochschullehrerin
- Krylenko, Nikolai Wassiljewitsch (1885–1938), russisch-sowjetischer Revolutionär und Politiker (Bolschewiki)Nikolai Wassiljewitsch Krylenko (1885–1938)

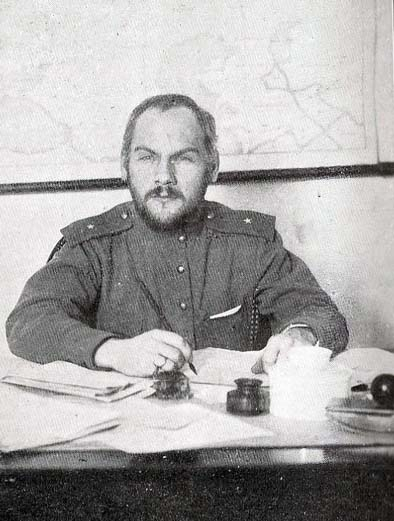
Nikolai Wassiljewitsch Krylenko (1885–1938)

- Kryll, Eva (* 1953), deutsche Schauspielerin
- Krylov, Alexander (* 1969), russisch-deutscher Sozial- und Wirtschaftswissenschaftler
- Krylow, Alexei Nikolajewitsch (1863–1945), russischer Schiffsbauingenieur und Mathematiker
- Krylow, Andrei Iwanowitsch (* 1956), sowjetischer Schwimmer
- Krylow, Iwan Andrejewitsch (1769–1844), russischer FabeldichterIwan Andrejewitsch Krylow (1769–1844)

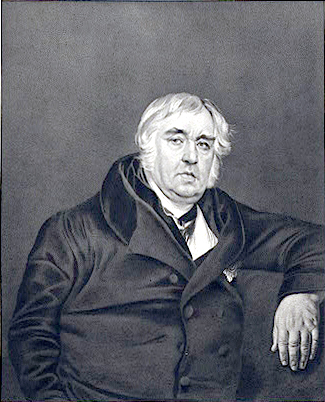
Iwan Andrejewitsch Krylow (1769–1844)

- Krylow, Juri Nikolajewitsch (1930–1979), sowjetischer Eishockeyspieler und -trainer
- Krylow, Michail Grigorjewitsch (1786–1846), russischer Bildhauer
- Krylow, Nikifor Stepanowitsch (1802–1831), russischer Maler
- Krylow, Nikolai Iwanowitsch (1903–1972), sowjetischer Marschall
- Krylow, Nikolai Mitrofanowitsch (1879–1955), russisch-sowjetischer Mathematiker
- Krylow, Nikolai Wladimirowitsch (* 1941), russischer Mathematiker
- Krylow, Porfiri Nikititsch (1850–1931), russischer Botaniker und Hochschullehrer
- Krylow, Porfiri Nikititsch (1902–1990), russischer Zeichner und Karikaturist
- Krylow, Sergei Alexandrowitsch (* 1970), russischer Violinist
- Krylow, Sergei Borissowitsch (1888–1958), russischer Jurist und Richter am Internationalen Gerichtshof
- Krylow, Wladimir Walentinowitsch (* 1964), sowjetischer Sprinter und Olympiasieger
- Krylowa, Anna Anatoljewna (* 1985), russische Dreispringerin
- Krylowa, Anschelika Alexejewna (* 1973), russische Eiskunstläuferin
- Krylowa, Inna Alexandrowna (1937–2018), sowjetische bzw. russische Chemikerin und Hochschullehrerin
- Krylowa, Lidija Jewgenjewna (* 1951), sowjetische Steuerfrau
- Krylowa, Ljudmila Iwanowna (* 1938), russische Schauspielerin

### Krym
- Krymalowski, Riva (* 2008), deutsch-schweizerische Kinderdarstellerin
- Krymarenko, Jurij (* 1983), ukrainischer Hochspringer
- Krymskyj, Ahatanhel (1871–1942), ukrainischer Orientalist und Schriftsteller
- Krymskyj, Serhij (1930–2010), ukrainischer Philosoph und Kulturwissenschaftler

### Kryn
- Kryn, Luzi (1919–2000), deutsche Schauspielerin
- Krynicki, Ryszard (* 1943), polnischer Dichter, Übersetzer, Verleger
- Krynitz, Werner (1904–1984), deutscher Rezitator
- Krynke, Julia (* 1979), polnische Schauspielerin
- Kryński, Adam (1844–1932), polnischer Philologe, Linguist und Lexikograf
- Krynyzyna, Marharyta (1932–2005), sowjetisch-ukrainische Schauspielerin

### Kryp
- Krypak, Maksym (* 1995), ukrainischer Schwimmer
- Krypjakewytsch, Iwan (1886–1967), ukrainischer Historiker

### Krys
- Krys, Mark (* 1969), kanadischer Eishockeyspieler
- Kryschaniwskyj, Stepan (1911–2002), ukrainisch-sowjetischer Dichter, Übersetzer, Literaturwissenschaftler und Folklorist
- Kryschaniwskyj, Wolodymyr (* 1940), ukrainischer Diplomat und Politiker
- Kryschanowski, Iwan Iwanowitsch (1867–1924), russischer Komponist
- Kryschyzkyj, Kostjantyn (1858–1911), ukrainisch-russischer Maler
- Krysiak, Leon (* 2005), polnischer Squashspieler
- Kryskiw, Dmytro (* 2000), ukrainischer Fußballspieler
- Kryskow, Dave (* 1951), kanadischer Eishockeyspieler
- Krysl, Adrienne (* 1988), Schweizer Fussballspielerin und -trainerin
- Krysmann, Walter (1929–1984), deutscher Militär, Generalmajor der NVA der DDR
- Krysmanski, Hans Jürgen (1935–2016), deutscher Soziologe und Hochschullehrer
- Kryšpín, Vojtěch (1876–1959), tschechischer Ingenieur und Lokomotiv-Konstrukteur
- Kryssanow, Alexander Alexandrowitsch (* 1981), russischer Eishockeyspieler
- Kryssanow, Anton Igorewitsch (* 1987), russischer Eishockeyspieler
- Kryssing, Christian Peter (1891–1976), dänischer Offizier, SS-Brigadeführer und Generalmajor der Waffen-SSChristian Peter Kryssing (1891–1976)

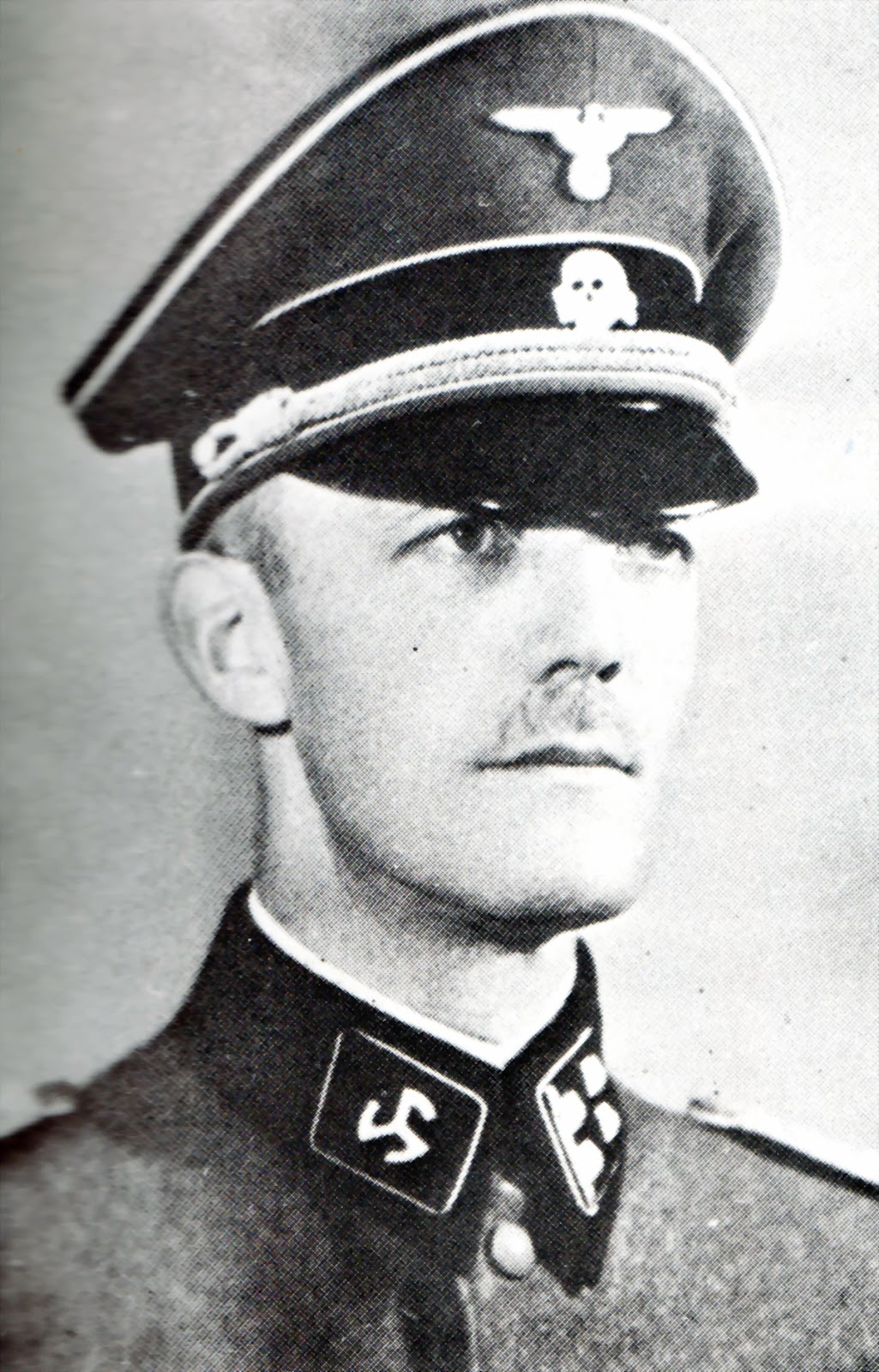
Christian Peter Kryssing (1891–1976)

- Kryst, Cheslie (1991–2022), US-amerikanische Korrespondentin, Anwältin und Gewinnerin von Schönheitswettbewerben
- Krysta, Josef (* 1956), tschechoslowakischer Ringer
- Krystal, Henry (1925–2015), US-amerikanischer Psychiater und Holocaustüberlebender
- Krystal, Phyllis (1914–2016), englische Psychotherapeutin, freischaffende Dozentin
- Krystall, Marty (* 1951), US-amerikanischer Jazzmusiker (Tenorsaxophon, Klarinette, Bassklarinette)
- Krystallis, Kostas (1868–1894), griechischer Autor
- Krystl (* 1983), niederländische Sängerin
- Kryštof, Martin (* 1982), tschechischer Volleyballspieler
- Kryštufek, Boris (* 1954), slowenischer Naturschutzbiologe und Mammaloge
- Krystufek, Elke (* 1970), österreichische Künstlerin, Fotografin, Designerin und Sammlerin
- Kryszałowicz, Paweł (* 1974), polnischer Fußballspieler
- Kryszkiewicz, Bernard (1915–1945), polnischer römisch-katholischer Priester, Passionistenpater und Diener Gottes
- Kryszohn, Wolfgang (1942–2023), deutscher Journalist
- Krysztofiak-Kaszyńska, Maria (* 1946), polnische Übersetzungswissenschaftlerin

### Kryt
- Krytinář, Jiří (1947–2015), tschechischer SchauspielerJiří Krytinář (1947–2015)

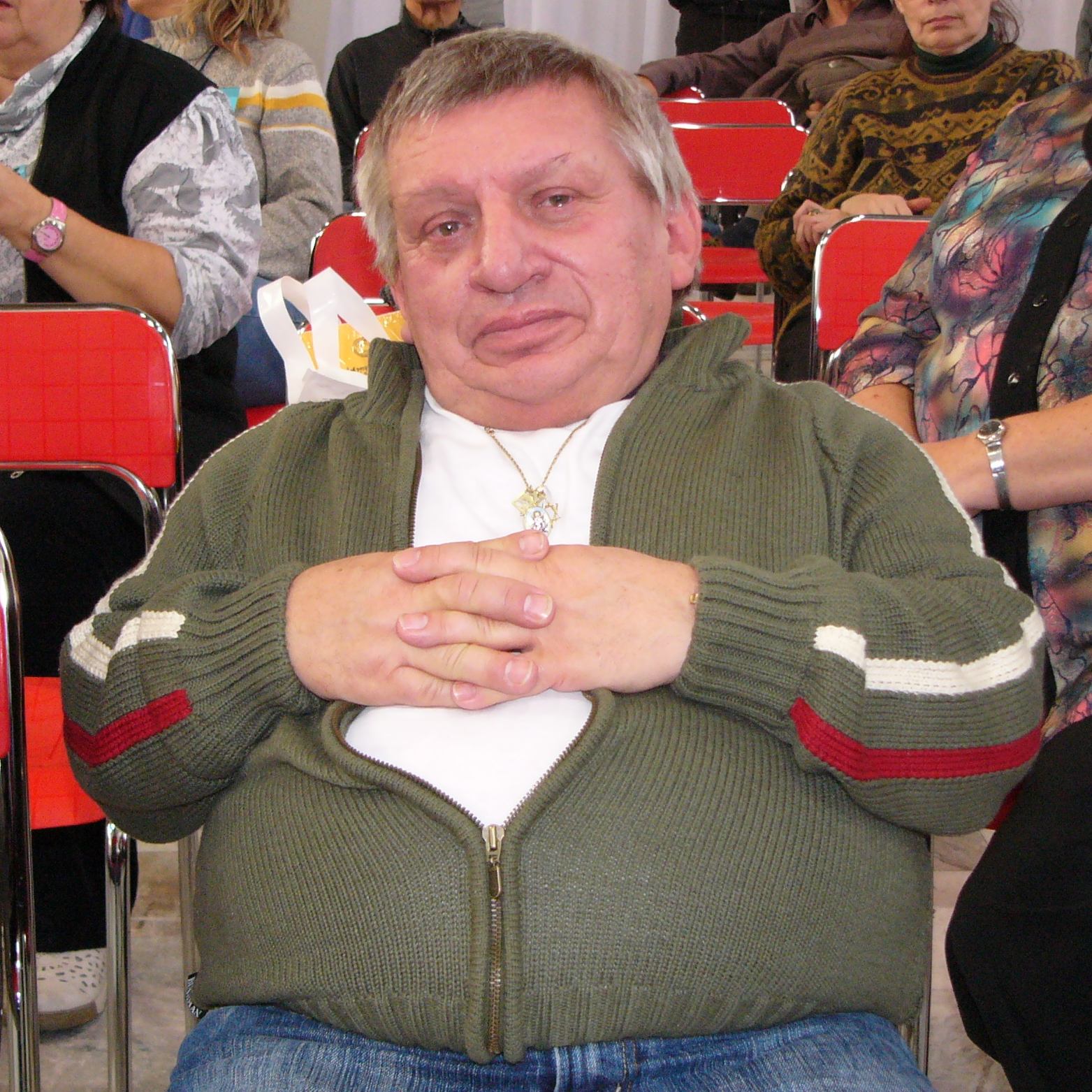
Jiří Krytinář (1947–2015)

- Krytschewskyj, Fedir (1879–1947), ukrainischer Maler und Hochschullehrer
- Krytschewskyj, Wassyl (1873–1952), ukrainischer Kunstwissenschaftler, Landschaftsmaler, Architekt, Grafiker und Bühnenbildner

### Kryu
- Kryukov, Elvis (* 1992), zyprischer Leichtathlet

### Kryv
- Kryvarot, Anzhela (* 1972), belarussische Volleyballspielerin

### Kryw
- Krywamas, Jauhen (1979–2022), belarussischer Eishockeyspieler
- Krywanossau, Michail (1929–1995), sowjetisch-belarussischer Hammerwerfer
- Krywel, Dsmitryj (* 1973), belarussischer Biathlontrainer und Biathlet
- Krywez, Sjarhej (* 1986), belarussischer Fußballspieler
- Krywoj, Melany (* 1998), argentinische Tennisspielerin
- Krywolap, Anatolij (* 1946), ukrainischer Künstler
- Krywonis, Maksym († 1648), ukrainischer Kosakenführer
- Krywonohow, Jurij (* 1941), ukrainischer Kybernetiker und Sektenführer
- Krywonos, Anna (* 1997), ukrainische Biathletin
- Krywopischyn, Oleksij (* 1955), ukrainischer Politiker, Direktor der Gesellschaft "Piwdenno-Sachidna Salisnyzja"
- Kryworutschko, Jurij (* 1986), ukrainischer Schachmeister
- Krywtschykow, Mychajlo (* 1987), ukrainischer Handballspieler
- Krywyzka, Olena (* 1987), ukrainische Degenfechterin
- Krywyzkyj, Witalij (* 1972), ukrainischer Geistlicher, römisch-katholischer Bischof von Kiew-Schytomyr
- Krywzow, Maksym (1990–2024), ukrainischer Dichter
- Krywzow, Serhij (* 1991), ukrainischer Fußballspieler

### Kryz
- Kryževičius, Gintaras (* 1962), litauischer Jurist, Richter
- Kryževičius, Kazimieras Vytautas (1930–2004), litauischer Politiker
- Kryžius, Bronius (* 1960), litauischer Politiker
- Krýzl, Kryštof (* 1986), tschechischer Skirennläufer
- Kryzsch, Caspar (* 2004), deutscher Schauspieler